# 12362 Mumuryk
12362 Mumuryk è un asteroide della fascia principale. Scoperto nel 1993, presenta un'orbita caratterizzata da un semiasse maggiore pari a 3,1326517 UA e da un'eccentricità di 0,1000740, inclinata di 13,98079° rispetto all'eclittica.